# Калькауалько (муниципалитет)
Калькауалько (исп. Calcahualco) — муниципалитет в Мексике, штат Веракрус, является одним из 212 муниципалитетов этого образования и расположен в горной центральной части и имеет высоту 1720 м над уровнем моря.. Административный центр — город Калькауалько.
Муниципалитет состоит из 34 населенных пунктов.
На 2020 год население составляло 13701 человек.
В муниципалитете Калькауалько преобладает умеренно-влажно-экстремальный климат, среднегодовая температура 13 ° C, с обильными дождями летом и в начале осени. 
5-7 августа в муниципалитете отмечается праздник в честь Святого Сальвадора, покровителя этого места.